# Kopalnia węgla Ombilin
Kopalnia węgla Ombilin (indonez. Tambang Batubara Ombilin) – kopalnia węgla znajdująca się koło miasta Sawahlunto na Sumatrze, w prowincji Sumatra Zachodnia, w Indonezji; najstarsza kopalnia węgla w Azji Południowo-Wschodniej, założona pod koniec XIX wieku w Holenderskich Indiach Wschodnich.
Dziedzictwo górnictwa węglowego w Ombilin k. Sawahlunto zostało w 2019 roku wpisane na listę światowego dziedzictwa UNESCO podczas odbywającej się w Baku 43. sesji Komitetu Światowego Dziedzictwa.

## Historia

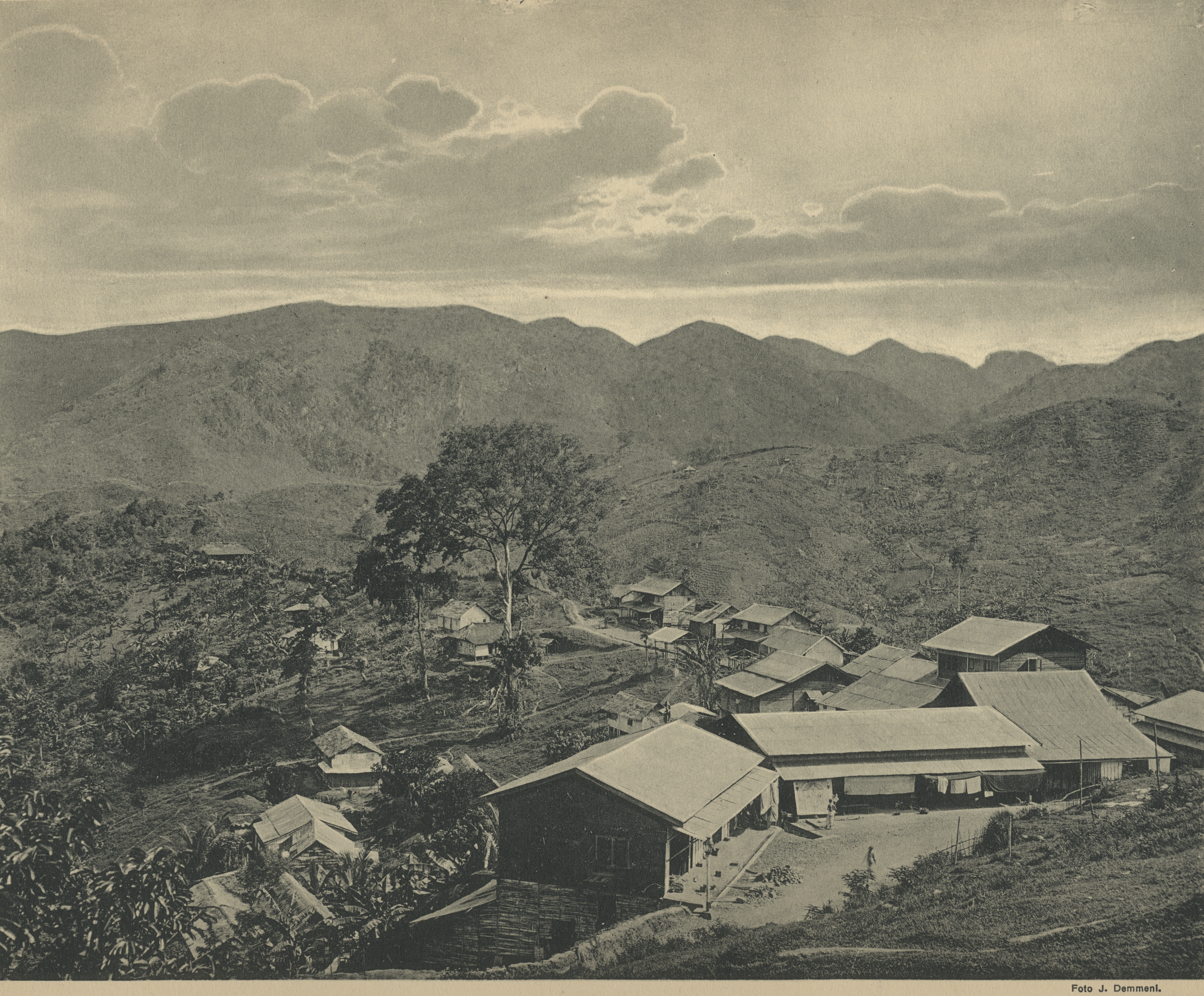
Kopalnia węgla Ombilin ok. 1915 roku

Bogate złoża wysokiej jakości węgla kamiennego oraz antracytu, który charakteryzuje się najwyższą zawartością węgla, najmniejszą ilością zanieczyszczeń i najwyższą kalorycznością, odkrył w 1868 roku w rejonie rzeki Ombilin w środkowej części Sumatry holenderski geolog, Willem Hendrik de Greve. Wielkość złoża oszacowano na 200 mln ton, co skłoniło władze Holenderskich Indii Wschodnich oraz Holandii do zainwestowania w wydobycie węgla w tym regionie i budowę zintegrowanej sieci transportowej w celu jego przetwarzania i eksportu. Eksploatację złoża oficjalnie rozpoczęto w 1892 roku, wraz z oddaniem do użytku 155-kilometrowej linii kolejowej łączącej nowo powstające miasteczko górnicze Sawahlunto z otwartym w 1888 roku portem Emmahaven (współcześnie Teluk Bayur) w Padang nad Oceanem Indyjskim.
Z czasem w rejonie kopalni powstał starannie rozplanowany kompleks przemysłowy i handlowy przekształcający niewielką rolniczą wieś Sawahlunto w miasto. Na północny zachód od wyrobisk wzniesiono budynki mieszczące zakłady przeróbki węgla, na północnym wschodzie ulokowano domy dla robotników, magazyny żywności oraz wspólną kuchnię, zaś malowniczy pagórkowaty obszar na południu kompleksu przeznaczono na obszary mieszkalne dla holenderskich i europejskich kolonistów.
W kopalni Ombilin pracowali przedstawiciele miejscowej ludności Minangkabau oraz jawajscy i chińscy pracownicy kontraktowi. Licznie zaprzęgnięci do pracy w zakładzie byli także więźniowie sprowadzani do Sawahlunto z innych części Sumatry oraz z Jawy. Często byli oni razem skuci łańcuchem, stąd określano ich pochodzącym z języka niderlandzkiego mianem Kettingganger (niderl. ketting – łańcuch, ganger – pieszy, idący). Zarządzaniem zakładem zajmowali się Holendrzy. Wraz z rozwojem infrastruktury pojawiła się potrzeba zatrudnienia bardziej wykwalifikowanych pracowników, dlatego też w 1916 roku założono w tym celu szkołę górniczą (niderl. mijnbouw school) w Lubang Panjang.
W 1930 toku kopalnia Ombilin osiągnęła najwyższy poziom wydobycia węgla przed II wojną światową – 620 000 ton. W 1942 roku kopalnia znalazła się pod okupacją japońską, a gdy w 1945 roku Indonezja proklamowała niepodległość, zakład stał się własnością nowego państwa. Powojenny szczyt wydobycia osiągnął poziom 1 201 848 ton w 1976 roku. Od tego czasu jednak produkcja węgla zaczęła spadać, a w 2002 roku została zakończona.

## Charakterystyka

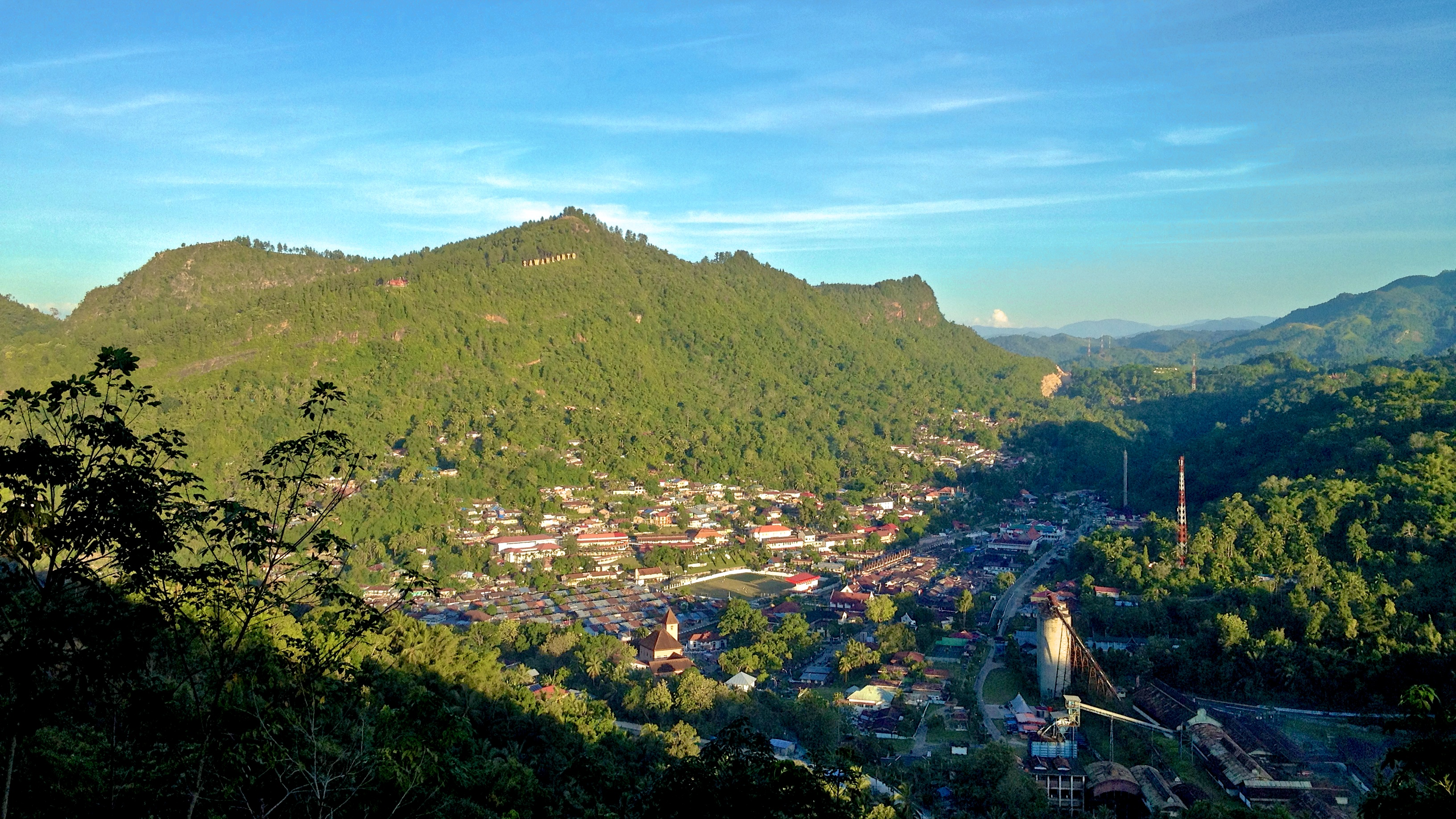
Miasto górnicze Sawahlunto w 2014 roku

Dziedzictwo górnictwa węglowego w Ombilin k. Sawahlunto to rozbudowany kompleks technologiczny stanowiący seryjne dobro kultury o powierzchni 268,18 ha, które obejmuje dwanaście komponentów zlokalizowanych w trzech powiązanych funkcjonalnie obszarach:
- w obszarze A – odkrywkowe i głębinowe kopalnie węgla, zakłady przeróbcze, szkoła górnicza, elektrownia Salak i przepompownia wody Rantih oraz osiedle górnicze w Sawahlunto,
- w obszarze B – górska kolej zębata o długości 155 km, ze stacjami Batu Tabal, Padang Pandjang i Kayu Tanam oraz licznymi mostami i tunelami, łącząca obszar wydobywczy z portem,
- w obszarze C – dobrze zachowany skład węgla (silos) Gunung reprezentujący port Emmahaven (nazwany tak ku czci królowej Emmy Waldeck-Pyrmont; obecnie port Teluk Bayur(inne języki)) nad Oceanem Indyjskim, skąd wydobyty węgiel wysyłany był do innych części holenderskiego imperium kolonialnego oraz do Europy. Ze względu na brak autentyczności i integralności sam port nie stanowi części wpisu na listę UNESCO[2].

Kopalnia Ombilin to w pełni zintegrowany system wydobycia, przeróbki, transportu i spedycji węgla. Stanowi przykład pionierskiego zespołu technologicznego, rozplanowanego i zbudowanego przez europejskich inżynierów na obszarach kolonialnych, ukazujący wymianę technologii wydobywczych między Europą a jej koloniami w drugiej połowie XIX i na początku XX wieku. Uzupełnieniem powstałych w tym rejonie zakładów przemysłowych była budowa nowoczesnego miasta górniczego liczącego pierwotnie ponad 7000 mieszkańców, zaprojektowanego z pełnym zapleczem mieszkalnym, gastronomicznym, zdrowotnym, oświatowym, duchowym i rekreacyjnym.

## Galeria

Wydobycie węgla metodą odkrywkową (ok. 1890)
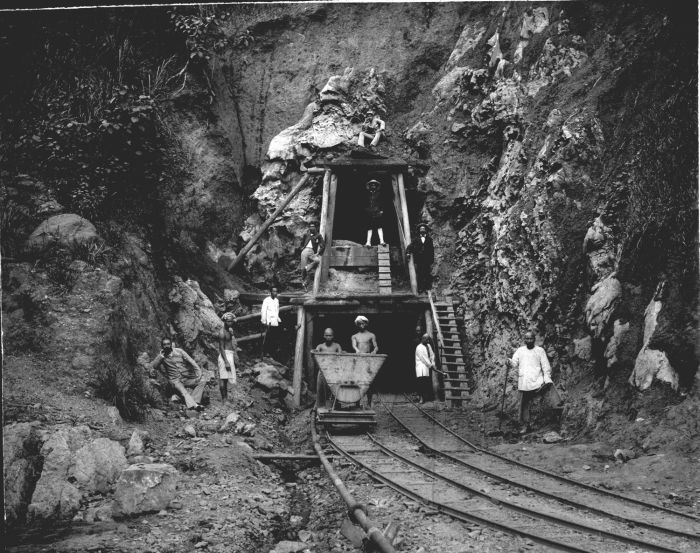
Budowa tuneli w kopalni węgla koło Sawahlunto (ok. 1900)
Elektrownia w Sawahlunto (ok. 1910)
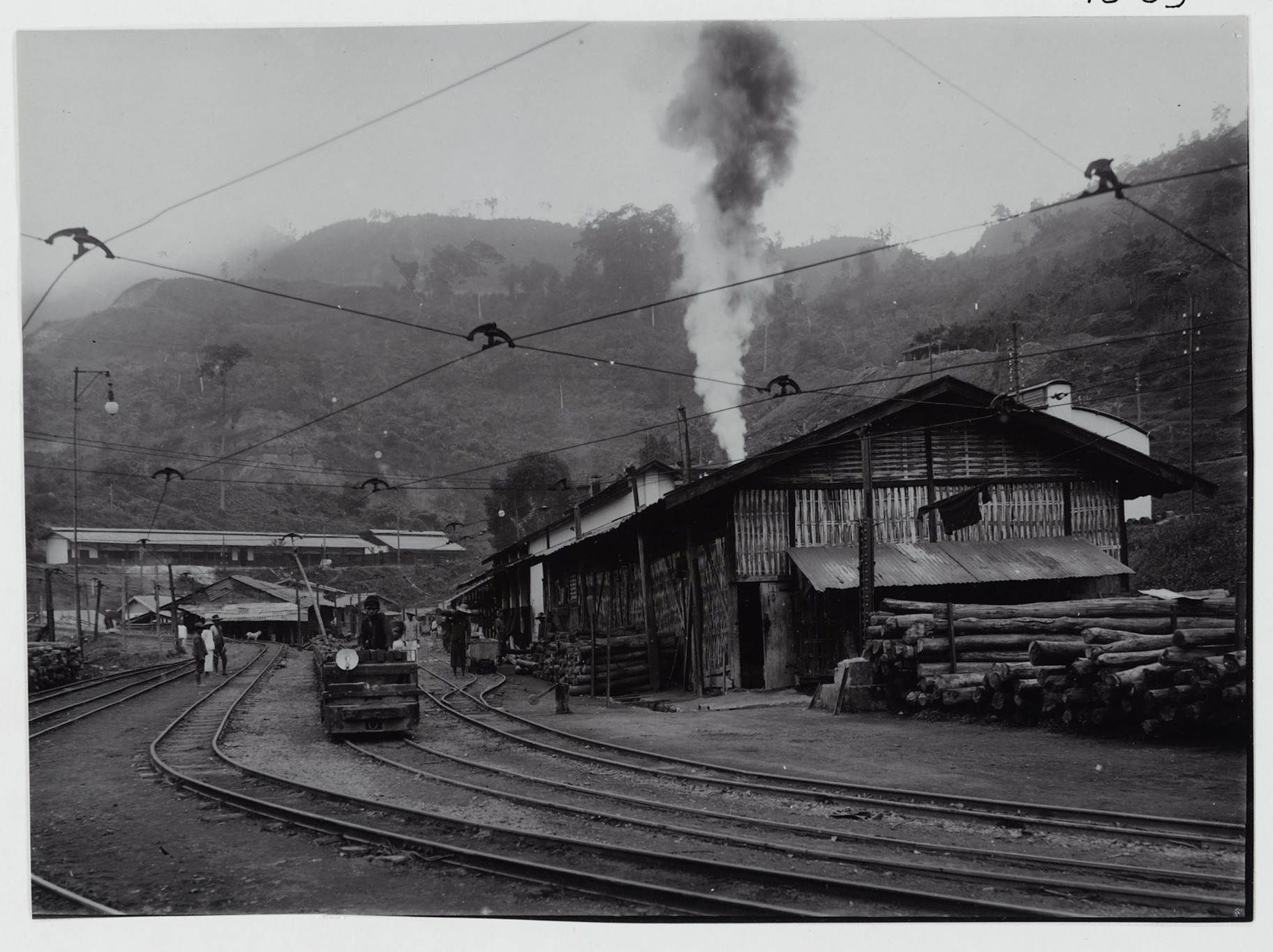
Stacja kolejowa Soengai Doerian tuż przy kopalni Ombilin (ok. 1910)
Stacja kolejowa Padang Pandjang (ok. 1915)
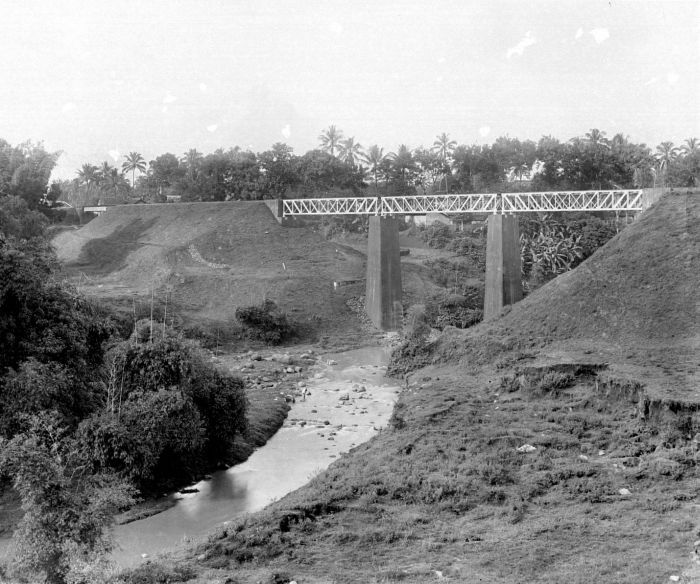
Jeden z mostów na linii kolejowej (przed 1922)
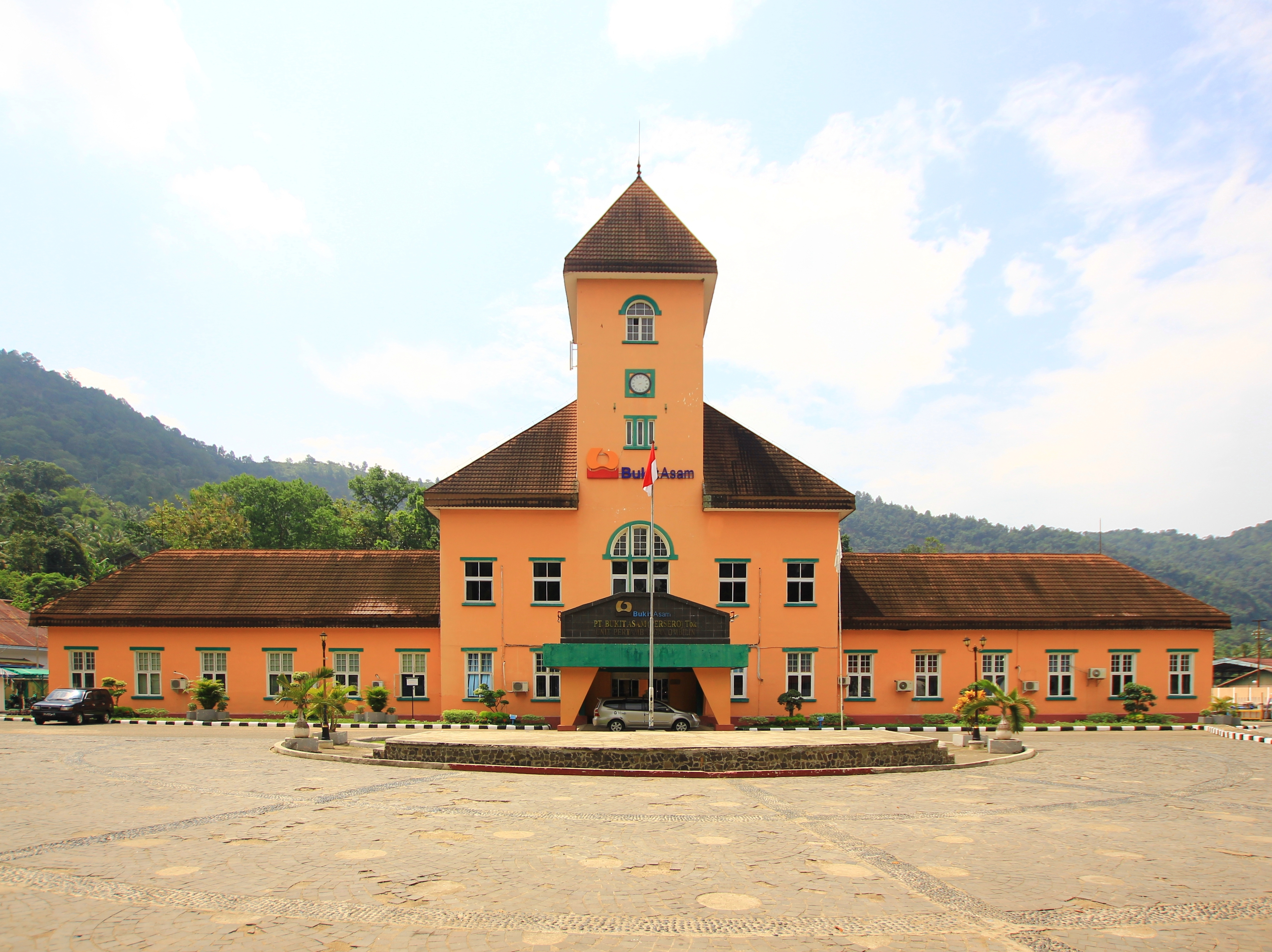
Budynek dyrekcji kopalni Ombilin (2015)
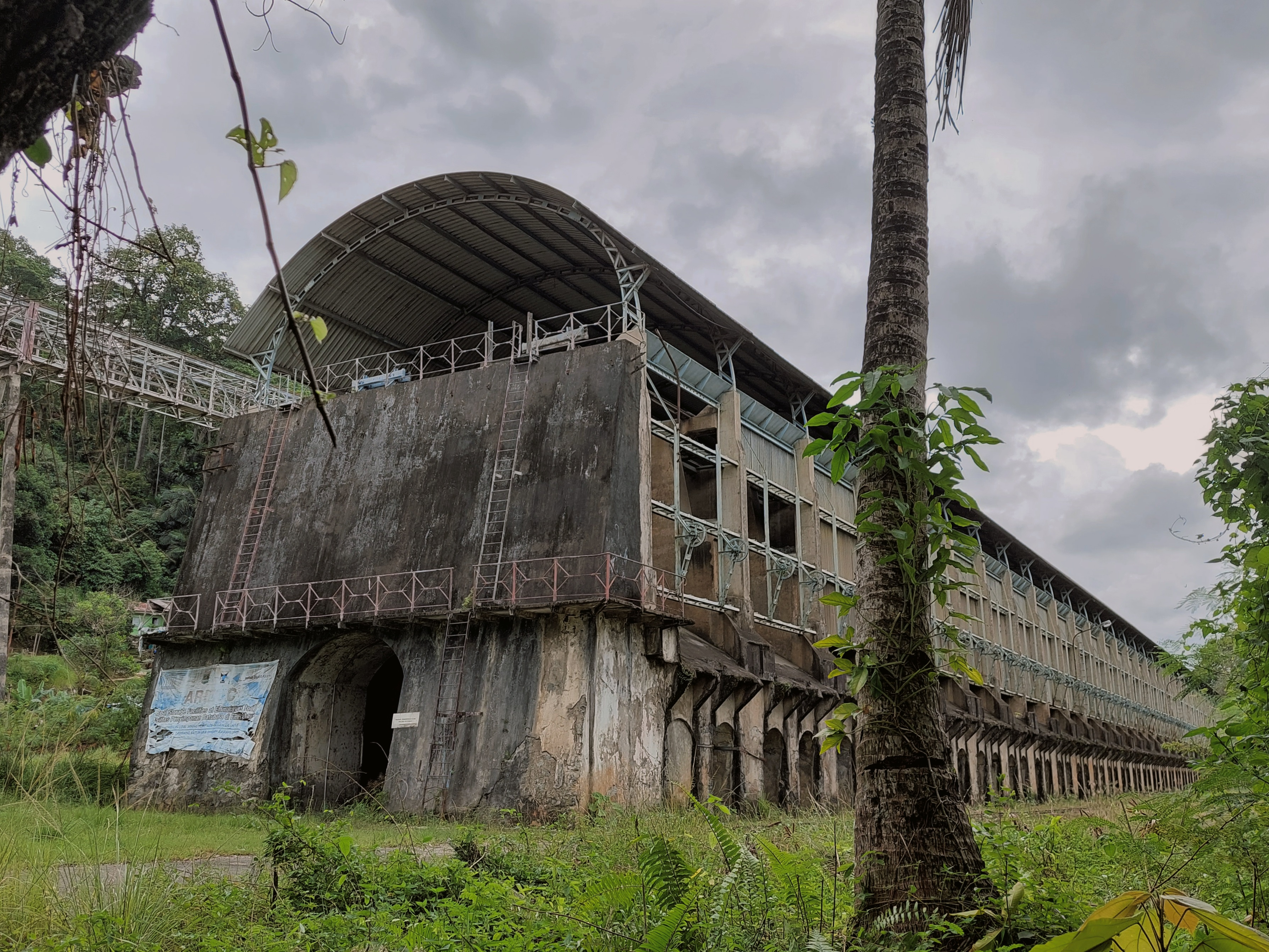
Silos Gunung w porcie Emmahaven (2021)